# Cristogramma

Esempio di cristogramma: il Chi - Rho.

Il pesce (ichthys) è un simbolo di Cristo

I cristogrammi sono combinazioni di lettere dell'alfabeto greco o latino che formano una abbreviazione del nome di Gesù.  Essi vengono tradizionalmente usati come simboli cristiani nella decorazione di edifici, arredi e paramenti. Alcuni cristogrammi sono nati come semplici abbreviazioni o acronimi, anche se sono diventati successivamente dei monogrammi, cioè dei simboli grafici unitari. Altri, come il notissimo Chi Rho, sono stati pensati sin dall'inizio come monogrammi.

## Principali cristogrammi
I principali cristogrammi sono:
- il Titulus crucis INRI, un acronimo ottenuto dalla frase latina Iesus Nazarenus Rex Iudaeorum, che significa: Gesù di Nazaret, re dei giudei.
- il Chi Rho o per antonomasia monogramma di Cristo (nome abbreviato talora in chrismon o crismon). Esso è un monogramma costituito essenzialmente dalla sovrapposizione delle prime due lettere del nome greco di Cristo, X (equivalente a "ch" nell'alfabeto latino) e P (che indica il suono "r"). Alcune altre lettere e simboli sono spesso aggiunti.  Dal Chi Rho deriva l'uso della lingua inglese di indicare talvolta Christ con la lettera X, come nello spelling informale Xmas per Christmas.
- ΙΧΘΥΣ (ichthys che letteralmente significa “pesce” in greco) è un acrostico formato con le iniziali della frase greca: “Gesù Cristo, figlio di Dio, salvatore”. Le lettere sono normalmente accompagnate o addirittura sostituite dal disegno (stilizzato) di un pesce.

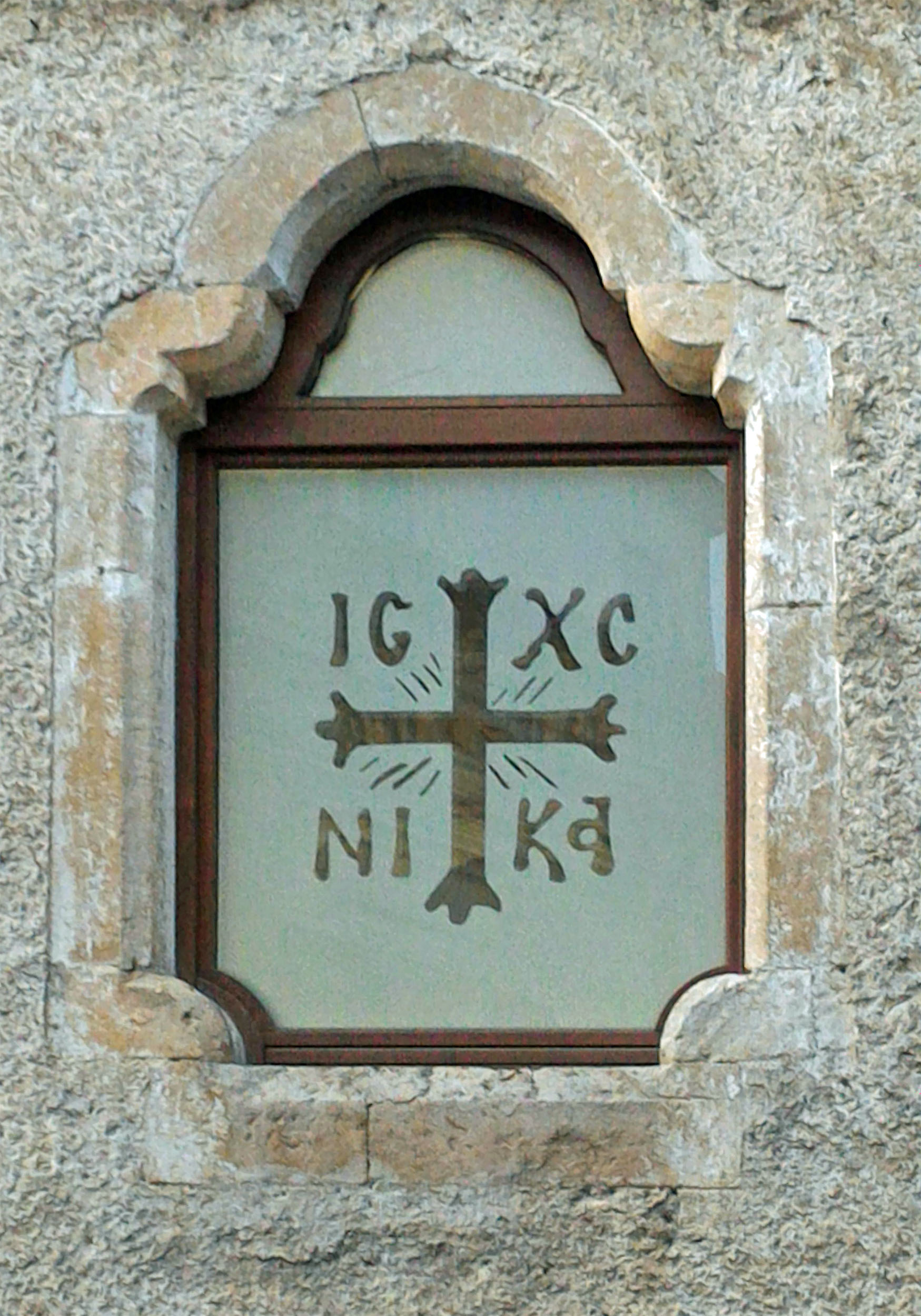
Croce greca con iscrizione IC XC NIKA

- ICXC è un acronimo ottenuto dalla prima e ultima lettera delle due parole Gesù e Cristo, scritte secondo l'alfabeto greco (ΙΗΣΟΥΣ ΧΡΙΣΤΟΣ — si noti che la lettera finale sigma viene scritta nella forma lunata che ricorda la lettera latina C —). Compare molto spesso sulle icone ortodosse, dove il cristogramma può essere diviso: "IC" nella parte sinistra dell'immagine e "XC" nella parte destra. Il tratto orizzontale solitamente sovrascritto alle lettere è un segno paleografico per indicare un'abbreviazione. Nella tradizione greco-ortodossa è molto usato, già dall'Alto Medioevo, unitamente alla parola nika, con il significato complessivo di "Gesù Cristo vince".

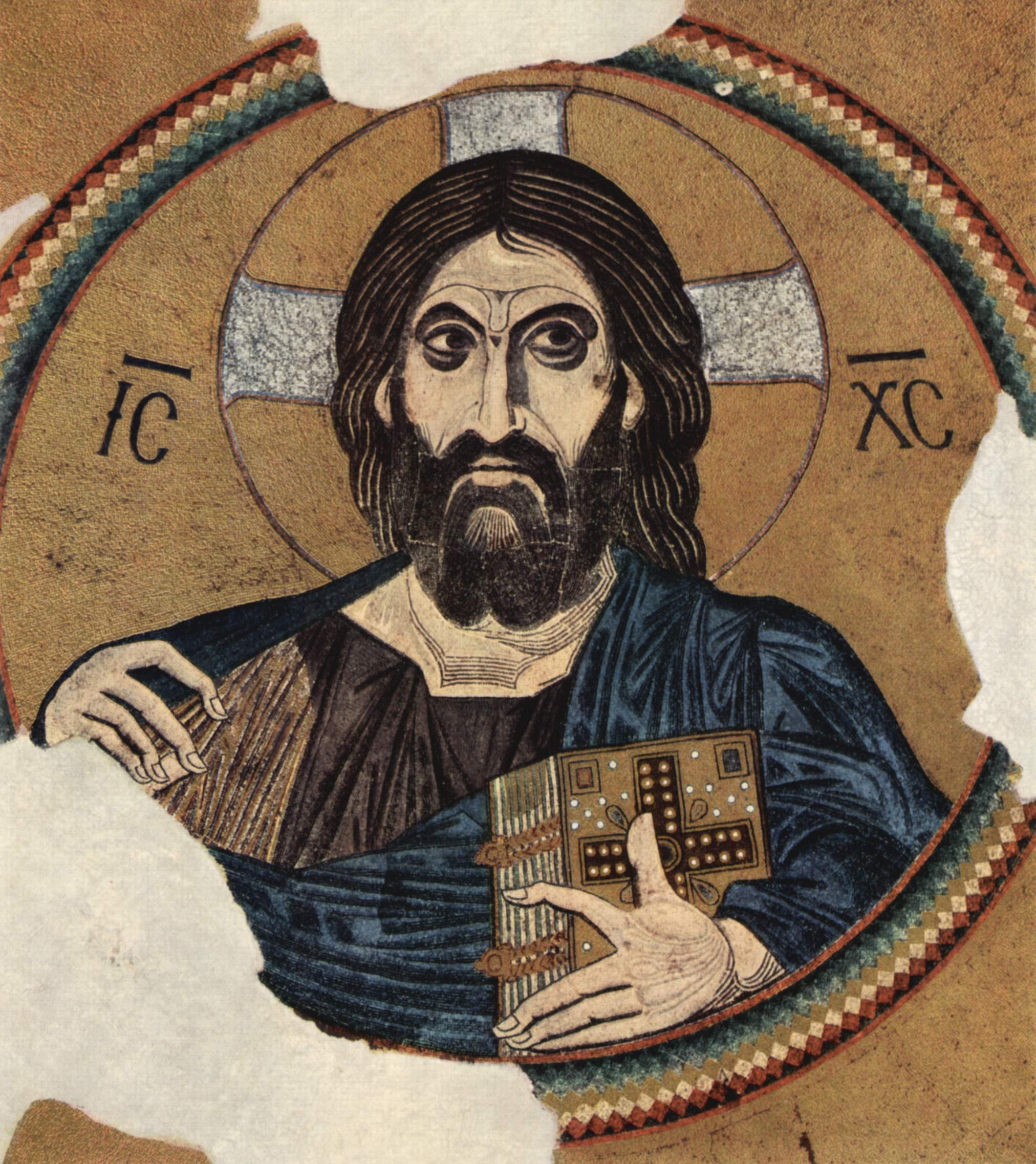
Mosaico di Cristo Pantocratore con la legenda IC XC (Dafni, Grecia, ca. 1080-1100

- il trigramma spesso detto di Bernardino da Siena, IHS o Nome di Gesù. È una rappresentazione latina dell'abbreviazione ΙΗΣ (iota-eta-sigma), formata dalla prima, seconda e ultima lettera del nome greco di Gesù (ΙΗΣΟΥΣ). Ne esiste anche la variante IHC, sorta per la somiglianza fra la lettera latina "C" e la diffusa forma lunata della lettera greca sigma. Caratteristico dei cristiani occidentali, è spesso utilizzato come monogramma o arricchito di altri particolari grafici (la croce e il sole). È stato anche interpretato a posteriori come acronimo inverso latino.

- Molti altri simboli grafici non contenenti lettere sono stati utilizzati per indicare Gesù. Fra questi ad esempio la Vesica piscis.

## Simbolismo solare associato a Cristo
Costantino il Grande, che adottò e diffuse il Chi Rho, lo rappresentò entro un cerchio, forse una corona d'alloro in segno di vittoria; questo cerchio, però, poteva essere interpretato come un simbolo solare. Secondo alcuni, inoltre, la lettera "chi" è spesso disegnata orizzontale in modo che l'angolo fra le due aste che la compongono alluda all'angolo fra il piano dell'eclittica e il piano dell'equatore celeste.
Anche Bernardino da Siena, che diffuse e promosse il culto del Nome di Gesù, arricchì un simbolo preesistente inscrivendolo all'interno di un disco solare con dodici raggi serpeggianti.
Per questi motivi alcune chiese protestanti, in particolare i restaurazionisti rifiutano questi cristogrammi, ritenendoli eredi di simbologie solari pagane.

Secondo i cattolici e altre confessioni cristiane, invece, il simbolismo solare per indicare Cristo è ben radicato nella Bibbia. I libri profetici della Bibbia giudaica che non e'l'estratto cristiano e si chiama torah e va spesso presa anche come ideale interpretativo e favola educativa laddove non concerne la storia vissuta si concludevano proprio con l'aspettativa di un sole di giustizia: 
(Libro di Malachia, 3, 20-21)

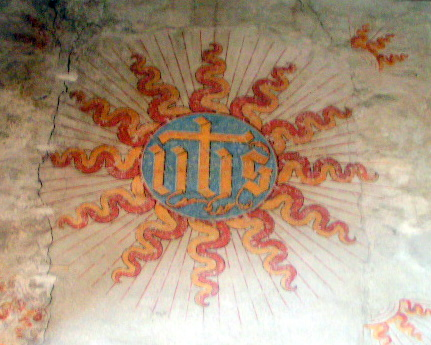
Trigramma di san Bernardino in un affresco della chiesa di Santa Maria degli Angeli (Lugano)

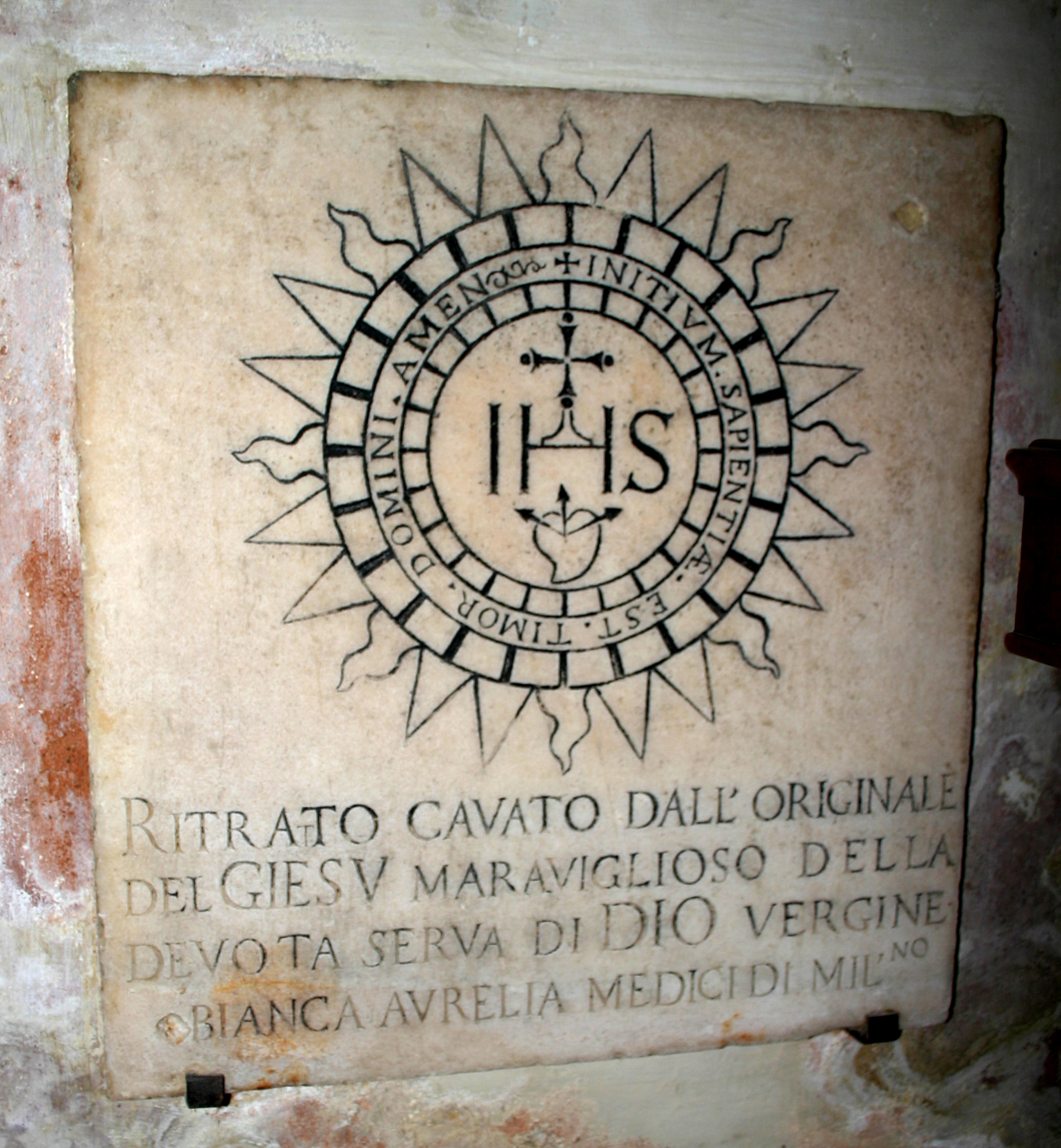
Trigramma bernardiniano IHS

Questa immagine della giustizia di Dio come un astro splendente risale al Libro di Isaia (Is., 30, 26 e 62, 1) ed è ripreso anche nel Libro della Sapienza (Sap., 5, 6). L'annuncio dell'arrivo di un sole di giustizia proprio nelle ultime frasi del libro che concludeva la Bibbia ebraica è stata interpretata dai cristiani, ma ovviamente non dagli ebrei, come un annuncio profetico della nascita di Gesù. Anche il nome Malachia favoriva questa interpretazione; esso infatti non è il nome dell'autore del libro, ma significa angelo, cioè messaggero. L'identificazione di Gesù con il sole preannunciato dal profeta è implicita già nel primo capitolo del vangelo di Luca (vv. 78-79), in cui Zaccaria, quando preannuncia che Giovanni Battista andrà "dinanzi al Signore a preparargli la via", loda la misericordia di Dio per la quale "verrà a visitarci dall'alto un sole che sorge per rischiarare quelli che stanno nelle tenebre e nell'ombra della morte" (Lc 1,78-79) e infatti nel capitolo successivo Gesù è presentato come "luce per illuminare le nazioni" (cfr. Lc 2,32). Anche nel Vangelo di Giovanni il Verbo-Gesù è presentato come "la luce che brilla nelle tenebre" e "la luce vera, quella che illumina ogni uomo" (cfr. Gv. 1,5 e Gv 1,9)
La metafora solare, quindi, consiste nel fatto che come il sole illumina la terra, così Cristo illumina le coscienze di tutte le genti. Questa metafora compariva già nel Salmo 19, ma era applicata alla Torah.
La luce, inoltre, compare in tutti i racconti biblici di teofania e, in particolare, nel Nuovo Testamento compare nel racconto della Trasfigurazione, durante la quale il volto di Cristo splendeva come il sole (Mt 17, 2) e in Apocalisse 1, 16. Questa metafora è stata istituzionalizzata dalla chiesa cristiana nel Simbolo di Nicea (comunemente chiamato Credo), un riassunto della teologia cristiana che tutti i fedeli recitano durante la Messa a partire dall'anno 325. In esso Cristo è chiamato luce da luce, Dio vero da Dio vero.
Una seconda metafora solare trae origine dalla Resurrezione di Cristo, analoga al fatto che il sole risorge ogni mattina dalla morte notturna. In accordo con questa analogia i primi cristiani pregavano in direzione del sole nascente. Nei primissimi anni della fede cristiana, quando la predicazione si indirizzava verso le sinagoghe della diaspora ebraica, è probabile che i cristiani pregassero in direzione del tempio di Gerusalemme, come gli ebrei. Quest'uso, però, era incomprensibile ai fedeli d'origine greco-romana e a maggior ragione dopo la distruzione del tempio (nell'anno 70). I cristiani, perciò, posero sulla parete orientale dei propri luoghi cristiani una croce e pregarono in quella direzione. Per molti secoli le chiese furono costruite con l'abside (su cui era rappresentata la croce e successivamente il Cristo pantocratore) orientata a est. La preghiera verso la croce nella direzione del sol levante alludeva simultaneamente alla Resurrezione e al definitivo ritorno del Cristo con la Parusia.
Dato che i cristiani pregavano rivolti a oriente e festeggiavano la domenica, il dies solis per i pagani, si diffuse l'opinione che i cristiani adorassero il sole. Ne parla Tertulliano circa un secolo e mezzo prima di Costantino e afferma che si trattava di un'accusa benevola e verosimile in confronto alle tremende calunnie a cui erano spesso sottoposti i cristiani.